# شیخ یوسف سروستانی
شیخ یوسف بن یعقوب سروستانی (در گذشته در ۶۸۰ هجری، سروستان) منجم، خوشنویس و فقیه اهل تسنن ایرانی مربوط دوره ایلخانان مغول است. آرامگاه شیخ یوسف سروستانی در مرکز شهر سروستان و در مجاورت میدانی با همان نام قرار دارد.